# Elizabeth Arrieta
Elizabeth Arrieta   (Montevideo, 10 de setembre de 1960 - Montevideo, 30 de novembre de 2019) va ser una enginyera civil i política uruguaiana.
Pertanyent al Partit Nacional, va ocupar el càrrec de Diputada.
El 30 de novembre de 2019 va morir als 59 anys, en un accident de trànsit al quilòmetre 117 de la ruta Interbalnearia, a prop de l'entrada de Solanes.